# Alkaloid rožnatega zimzelena
Alkaloidi rožnatega zimzelena ali alkaloidi vinka so alkaloidi, pridobljeni iz rožnatega zimzelena (Catharanthus roseus, prej Vinca rosea), ki se uporabljajo kot protirakave učinkovine in delujejo kot antimitotiki. Mednje spadata na primer vinblastin in vinkristin. Vinkristin je bil prvi alkaloid, ki so ga pridobili iz rožnatega zimzelena, kot protirakava učinkovina pa se je začel uporabljati v 60-ih letih dvajsetega stoletja. Novejšo učinkovino iz te skupine, vinorelbin, pridobivajo polsintetsko.

### Izvor
Rožnati zimzelen (Catharanthus roseus L.) je vir več pomembnih spojin, vključno s katarantinom in vindolinom, iz katerih se v rastlini tvorijo alkaloidi rožnatega zimzelena: levrozin ter kemoterapevtika vinblastin in vinkristin. Vinorelbin je novejša protirakava učinkovina, ki se pridobiva polsintetsko in zanj ni znano, da bi se pojavljal tudi v naravi. Pridobivajo ga bodisi iz vindolina in katarantina bodisi iz levrozina.